# The Runaway
The Runaway är en sång skriven av Robin Gibb och Maurice Gibb samt inspelad av Carola Häggkvist på albumet Runaway 1986. Låten släpptes som första singel i Europa och placerade sig som bäst på en tredje plats i Sverige. Låten producerades och skrevs, liksom resten av albumet, av bröderna Gibb från Bee Gees. Singeln lyckades 1986 ta sig in på den svenska singellistans tredjeplats, och som B-sidan fanns låten So Far So Good. Låten tog sig även in på Trackslistan.

## Listplaceringar
| Lista (1986) | Topplacering |
| ------------ | ------------ |
| Sverige      | 3            |